# Cordia diversifolia
Cordia diversifolia är en strävbladig växtart som beskrevs av Pav. och Dc.. Cordia diversifolia ingår i släktet Cordia, och familjen strävbladiga växter. Inga underarter finns listade i Catalogue of Life.